# Communauté de communes Terra Modana
Die Communauté de communes Terra Modana ist ein ehemaliger französischer Gemeindeverband mit der Rechtsform einer Communauté de communes im Département Savoie, dessen Verwaltungssitz sich in dem Ort Modane befand. Der Gemeindeverband bestand aus sieben Gemeinden auf einer Fläche von 230,9 km2.

## Aufgaben
Zu den vorgeschriebenen Kompetenzen gehörten die Entwicklung und Förderung wirtschaftlicher Aktivitäten und des Tourismus. Der Gemeindeverband steuerte die Wohnungspolitik, betrieb Straßenmeisterei und Rettungsdienste und war in Umweltbelangen wie Wasserversorgung und Abwasseraufbereitung aktiv. Zusätzlich baute und unterhielt der Verband Sport- und Kultureinrichtungen.

## Historische Entwicklung
Bereits seit Ende 1998 schlossen sich die beiden Gemeinden Avrieux und Villarodin-Bourget zu einem Verband zusammen, der später zur Communauté de communes de la Norma wurde, benannt nach dem Skigebiet La Norma. Parallel dazu übernahm der Kanton Modane die Tourismusförderung und vermarktete die Region seit Dezember 2004 unter dem Namen Terra Modana. Zum 1. Januar 2014 wurden diese beiden Strukturen verschmolzen; die auf den gesamten Kanton Modane erweiterte Communauté de communes de la Norma tritt seitdem als Terra Modana auf.
Mit Wirkung vom 1. Januar 2017 fusionierte der Gemeindeverband mit der Communauté de communes de Haute Maurienne Vanoise und bildete so die Nachfolgeorganisation Communauté de communes Haute Maurienne Vanoise. Trotz der großen Namensähnlichkeit handelt es sich um eine Neugründung mit eigener Rechtspersönlichkeit!

## Ehemalige Mitgliedsgemeinden
Folgende sieben Gemeinden gehörten der Communauté de communes Terra Modana an:
| Gemeinde           | Einwohner 1. Januar 2022 | Fläche km² | Dichte Einw./km² | Code INSEE | Postleitzahl |
| ------------------ | ------------------------ | ---------- | ---------------- | ---------- | ------------ |
| Aussois            | 682                      | 41,9       | 16               | 73023      | 73500        |
| Avrieux            | 394                      | 37,9       | 10               | 73026      | 73500        |
| Fourneaux          | 701                      | 5,0        | 140              | 73117      | 73500        |
| Freney             | 107                      | 11,1       | 10               | 73119      | 73500        |
| Modane             | 2.879                    | 71,0       | 41               | 73157      | 73500        |
| Saint-André        | 447                      | 30,8       | 15               | 73223      | 73500        |
| Villarodin-Bourget | 511                      | 33,1       | 15               | 73322      | 73500        |